# نيكو ريندرنيخت
نيكو ريندرنيخت (بالألمانية: Nico Rinderknecht)‏ هو لاعب كرة قدم ألماني في مركز الوسط، ولد في 11 أكتوبر 1997 في غيسن في ألمانيا. لعب مع آينتراخت فرانكفورت.

## وصلات خارجية
- نيكو ريندرنيخت على موقع قاعدة بيانات كرة القدم.إي يو (الإنجليزية)
- نيكو ريندرنيخت على موقع Soccerway.com (الإنجليزية)
- نيكو ريندرنيخت على موقع عالم كرة القدم.نت (الإنجليزية)
- نيكو ريندرنيخت على موقع AS.com (الإسبانية)